# Ferdinand von Dannenberg
Ferdinand Franz Karl Wilhelm von Dannenberg (né le 14 décembre 1818 à Wessin et mort le 30 août 1893 à Berlin) est un général d'infanterie prussien.

## Biographie

### Origine
Ferdinand est un membre de la famille noble von Dannenberg (de), qui appartient à la noblesse de Lunebourg. Son père Julius von Dannenberg (1789-1862) est un capitaine de cavalerie prussien  et seigneur sur Wessin. Il est marié à Charlotte Marianne Amalie, née von Netz (1798-1857), fille de l'ancien de l'État Ernst Heinrich von Netz auf Kosemitz.

### Carrière militaire
Issu du corps des cadets, Dannenberg s'engage le 18 août 1836 comme sous-lieutenant dans le 2e régiment de grenadiers de la Garde de l'armée prussienne. De juin 1842 à fin novembre 1848, il est adjudant  du 2e bataillon. C'est à ce poste qu'il participe en 1848 à la répression de la révolte des barricades à Berlin (de) en 1848 et à la bataille de Schleswig pendant la première guerre de Schleswig
Plus tard, il sert comme officier d'état-major général. En tant que chef d'état-major général du Corps de la Garde, il participe en 1866 à la guerre austro-prussienne, aux batailles de Soor, de Königinhof et à la bataille de Sadowa. Le 20 septembre 1866, Dannenberg est décoré de l'ordre Pour le Mérite pour ses performances en matière de commandement opérationnel. En 1870/71, il est également promu major général et chef d'état-major général lors de la guerre contre la France. En août 1871, Dannenberg est nommé commandant de la 4e brigade d'Infanterie de la Garde. Il est ensuite affecté, à partir du 15 octobre 1874, au commandement de la 1re division de la Garde. En même temps, il se voit confier la tâche de gérer les affaires en tant que commandant de Potsdam. Libéré de ces fonctions, Dannenberg est nommé commandant de la 2e division de la Garde le 28 octobre 1875 et promu Generalleutnant le 4 novembre 1875 par brevet du 28 octobre 1875.
Le 14 juin 1881, il est nommé général commandant du 2e corps d'armée à Stettin. En tant que tel, Dannenberg reçoit le 22 mars 1884 sa promotion au grade de général d'infanterie et le 18 août 1886, il est décoré de la Grand-Croix de l'ordre de l'Aigle rouge. Sous la position à la suite du 2e régiment de grenadiers de la Garde, Dannenberg fut finalement mis à disposition le 15 janvier 1887 avec la pension légale.
Sa tombe est dans le cimetière des Invalides.

### Famille
Dannenberg s'est marié le 29 octobre 1844 à Berlin avec Luise Wilhelmine Karoline von Bastineller (1824-1900). Elle est la fille du major général royal westphalien Karl von Bastineller et de Wilhelmine von Winterfeldt (de). Les enfants suivants sont nés de ce mariage :
- Alwine Wilhelmine Charlotte (née le 28 décembre 1845) mariée en 1873 avec Alfred Belitz, colonel
- Arthur Ernst Franz (né le 7 mai 1847), marchand marié en 1882 avec Anna Frederike Falck (née le 26. février 1847)
- Kurt Julius Klemens (né le 4 novembre 1848 et mort le 25 juin 1881)
- Eugène Edzard Emil (né le 23 janvier 1850 et mort le 20 mars 1878)
- Clara Marie Charlotte (née le 1er octobre 1852), chanoinesse
- Hans Julius Ferdinand (né le 21 novembre 1858), major prussien, sert comme officier dans la troupe de protection du Cameroun[2].